# 戴瑤
戴瑤（1441年—？），字仲儀，河南汝寧府汝陽縣人，民籍。明朝政治人物。進士出身。

## 生平
河南鄉試第三名。成化五年（1469年）乙丑科會試第四十名，殿試登進士第三甲第一百零一名。历官南京户部查勘署员外郎、山东莱州府知府。

## 家族
曾祖父戴信。祖父戴子聰。父亲戴欽。